# قنق، سنان‌پاشا
قِنِق (به ترکی استانبولی: Kınık) یک منطقهٔ مسکونی در ترکیه است که در سنان‌پاشا واقع شده‌است.